# Конарев, Александр Лаврентьевич
Александр Лаврентьевич Конарев (1947—2003) — советский и российский военачальник, генерал-лейтенант (1996). Командующий 33-й гвардейской ракетной армии (1995—2002).

## Биография
Родился 1 января 1947 года в городе Рыльск, Курской области.
С 1964 по 1969 год обучался в Серпуховском высшем командно-инженерном училище имени Ленинского комсомола. С 1969 года направлен в Ракетные войска стратегического назначения СССР (с 1992 года — Ракетные войска стратегического назначения Российской Федерации), где служил на различных командно-инженерных должностях, в том числе: инженера, старшего инженера, командира группы пуска ракет и командира ракетной батареи.
С 1974 по 1977 год обучался на командном факультете Военной академии имени Ф. Э. Дзержинского. С 1977 по 1983 год — начальник штаба и командир дивизиона, начальник штаба и с 1983 по 1985 год — командир 419-го ракетного полка в составе 59-й ракетной дивизии.
С 1985 по 1987 год — заместитель командира, а с 1987 по 1992 год — командир 59-й ракетной дивизии, в составе частей дивизии входили ракетные установки третьего поколения Р-36М.
С 1992 по 1994 год обучался в Военной академии Генерального штаба Вооружённых сил Российской Федерации. С 1994 по 1995 год — заместитель командующего по боевой подготовке и первый заместитель командующего 53-й ракетной армии, в составе соединений армии имелись подвижный грунтовый ракетный комплекс стратегического назначения с трёхступенчатой твердотопливной межконтинентальной баллистической ракетой «Тополь» и стратегические ракетные комплексы подвижного железнодорожного базирования «БЖРК». С 1995 по 2002 год — командующий 33-й гвардейской ракетной армии в составе соединений армии под руководством В. М. Егорова имелись ракетные комплексы Р-36М2, РТ-2ПМ «Тополь», РС-24 и  РС-26.
С 2002 года в запасе. С 2002 по 2003 год являлся председателем Комитета обороны Омской области. Погиб в автомобильной катастрофе 6 июня 2003 года в Омске, похоронен на Старо-Северном кладбище.

## Награды
- Орден «За военные заслуги» (1998)
- Орден Трудового Красного Знамени (1987)
- Орден «За службу Родине в Вооружённых Силах СССР» III степени (1982)[2][4]